# Der dumme August des Zirkus Romanelli
Der dumme August des Zirkus Romanelli ist ein deutscher Zirkusdrama-Stummfilm aus dem Jahre 1926 von Georg Jacoby mit Reinhold Schünzel in der Titelrolle. Die weibliche Hauptrolle verkörpert Claire Rommer.

## Handlung
Im Zentrum des Geschehens steht der einfache Tagelöhner August, eine Seele von Mensch, der niemandem etwas Bösen will und stets hilfsbereit ist. Das Leben hat ihm übel mitgespielt und zum traurigen Lebensphilosophen gemacht. Seine neue Lebenseinstellung kann er bei seiner neuesten Beschäftigung als Clown gut benötigen: Er soll in einem Zirkus den dummen August spielen, über dessen Tollpatschigkeit das Publikum herzlich lachen kann, obwohl ihm eigentlich zum Weinen ist. Unbemerkt von seiner Umgebung hat sich der weiß geschminkte traurige Spaßmacher in die schöne Zirkusreiterin Viola verliebt. Die aber ist die Verlobte des überheblichen Kunstreiters Robert.
Alle drei zusammen sind Teil einer Pantomime, in der August den betrogenen Ehemann spielt. Gegen Ende der Nummer hat er mit einer Platzpatrone auf die untreue Ehefrau zu schießen, die vermeintlich Tote über die Schulter zu werfen und unter dem Jubel der Besucher aus der Zirkusmanege nach draußen zu tragen. Als Viola erfährt, dass Robert sie wegen einer anderen Frau, der Baronesse Hella, verlassen will, tauscht sie die Platzpatrone gegen scharfe Munition aus und wird in der Manege vom ahnungslosen August erschossen. Als der seiner Bluttat ansichtig wird, stürzt er in die Manege und ruft: „Ich habe sie erschossen!“ Das Publikum aber erkennt nicht, dass aus dem Spiel blutige Realität geworden ist, und applaudiert frenetisch.

## Produktionsnotizen
Der dumme August des Zirkus Romanelli entstand zwischen dem 15. März und dem 3. April 1926 in den Berliner Efa-Filmstudios. Die Uraufführung erfolgte am 13. Mai 1926 in Berlins Capitol-Kino. Der Sechsakter besaß eine Länge von 2093 Meter.
Hans Sohnle und Otto Erdmann entwarfen die Filmbauten.

## Kritiken
Die Bühne widmete dem Film und seinen Hauptdarsteller einen eigenen Artikel und schrieb „Schünzel hat … bewiesen, daß er wahrhaftig ein Charakterdarsteller von höchstem Rang ist. Der tragische Clown, den Schünzel spielt, ist eine Figur von Blut und Seele, ein Mensch, dessen Schicksal Mitleid erregt. Schünzels Leistung hat großes Format und die Steigerung seines Spiels ist wohlbedacht..“
Die kommunistische Rote Fahne urteilte abfällig, der Film sei „eine Clownstragödie, wie man sie schon mehr als tausendmal gesehen hat.“.